# Спомен-музеј „21. октобар“ Крагујевац
Спомен-музеј „21. октобар“ Крагујевац је подигнут 1976. године као саставни део Спомен-парка „Крагујевачки октобар“.

## Архитектура грађевине
Зграда музеја као најмаркантнија грађевина на простору Спомен парка, подигнута је по пројекту архитеката Ивана Антића и Иванке Распоповић у периоду од 1971. до 1976. године.

### Спољни изглед зграде
Симболика октобарске трагедије и наглашена стилска јасноћа пренесена је као основа архитектонске концепције изграђене у натур бетону обложеним црвеном опеком. Основа се састоји од 30 радикално упрошћених кубуса, који се групишу у снопове, што представља 30 масовних гробница у Меморијалном простору.
Кубуси су различите висине, од 4m до 21m, као што је била и различита старост стрељаних, од дванаестогодишњака до старијих људи од седамдесет година. Одсуство отвора на фасадама симболизује безизлаз и безнађе људи испред митраљеских цеви, који као да су изненада били убачени у дубоке, мрачне бунаре, док отвори од плексигласа на врховима кубуса су удаљени трагови светлости и последњи погледи стрељаних, уперени ка небу.
У основи плана зграде је крст, опште познати хришћански симбол страдања, али и тријумфа и победе.

### Унутрашњост
Унутрашњост је подељена је на сегменте у облику цик-цак линије и обухвата 450 m2 изложбеног простора. О Музеју и догађају који он презентира коришћена су најсавременија аудиовизуелна средства. Овакво презентирање музејске грађе учинило је да музеј својом специфичношћу у време кад је отворен буде један од најсавременијих музеја у земљи и шире.

## Стална поставка
Према захтевима новог времена, 2003. године се приступило изради нове поставке која је конципирана тако да хол доњег нивоа Музеја представља арт простор намењен различитим уметничким и документарним изложбама и другим уметничким садржајима, са изложеним циклусом од 27 слика Петра Лубарде „Крагујевац 1941“ које је 1969. године поклонио Установи. На горњем нивоу је представљена стална поставка „Крагујевачка трагедија 1941.“, без идеолошких заблуда и порука, са исправљеним подацима и изложеним мање познатим детаљима који су раније били склоњени од очију јавности.
За презентацију уместо паноа коришћена је нова врста модерних „билборда“. Део грађе пласиран је на холо скрину, а поруке стрељаних пласиране су двојезично, као и легенде испод осталих докумената. Део нове визуелне поставке су и скамије(школске клупе) из ратног периода пренете у Музеј из Прве крагујевачке гимназије.

### Уметничка дела у оквиру сталне музејске поставке
У оквиру сталне музејске поставке налазе се три скулптуре. Две, изведене у поцинкованом лиму, представљају поларизоване целине.
Прва, „Продор ка истоку“(Ото Лого, вајар, 1975), симболизује моћног орла, односно, Немачку на почетку рата, а друга постављена на супротној страни, „Смрт мастодонта“(Ото Лого, вајар, 1975), је моћна птица на крају рата, претворена у безобличну масу поломљеног метала.
Трећа скулптура, „Крагујевачки октобар“ (Нандор Глид, вајар, 1975) је у самом центру горњег дела музејског простора и састоји се од две различите целине. Једна, начињена од оригиналног немачког оружја и шлемова, представља наоружане, деперсонализоване војнике са митраљеским цевима упереним ка другој групи, ужаснутим, изрешетаним жртвама.
Свечани портал на горњем нивоу музејске зграде уоквирен је бронзаним фризом „Мајке“ (Никола-Кока Јанковић, вајар, 1975). Стилизованим облицима представљена је тужна поворка жена са црним марамама на главама; уздржане су и достојанствене у свом болу, дубоко закопаном у дну њихових срца.

## Галерија
- Уметничка дела
- Уметничка дела
- Личне поруке стрељаних
- Продор ка истоку (Ото Лого, вајар, 1975.
- Крагујевачки октобар (Нандор Глид, вајар, 1975.
- Личне ствари и документа стрељаних